# Shira Hochman
Shira Hochman ist eine israelische Filmproduzentin und Filmeditorin.

## Leben
Shira Hochman begann ab 2014 als Editorin zu arbeiten. Zu ihren Credits zählen eine Reihe von Kurzfilmen und wenige Langfilme. 2014 wurde sie für ihren Schnitt bei Next to Her für den Ophir Award in der Kategorie Bester Schnitt nominiert.
2018 gründete Shira Hochman die Independentfilm-Produktionsgesellschaft MINA Films. 2019 produzierte sie den Kurzfilm White Eye, der bei der Oscarverleihung 2021 als Bester Kurzfilm nominiert war. Der 20-minütige Film entstand als One-Shot-Video innerhalb einer Nacht.

## Filmografie
- 2014:  Next to Her
- 2014: Tombe (Kurzfilm)
- 2015: Ten Buildings Away (Kurzfilm)
- 2016: Galis: Connect
- 2016: Snow (Kurzfilm)
- 2016: Rebel (Kurzfilm)
- 2017: A Night with No Dawn (Kurzfilm)
- 2017: Shmama (Kurzfilm)
- 2019: White Eye (Kurzfilm, auch Produktion)
- 2020: Dani Karavan (Dokumentarfilm)
- 2020: Horst (Dokumentar-Kurzfilm, nur Produktion)